# Taktabáj, Borsod-Abaúj-Zemplén
Taktabáj este un sat în districtul Tokaj, județul Borsod-Abaúj-Zemplén, Ungaria, având o populație de 619 locuitori (2011). 

## Demografie
Componența etnică a satului Taktabáj
     Maghiari (81,81%)
     Romi (18,19%)
Componența confesională a satului Taktabáj
     Reformați (46,85%)
     Romano-catolici (25,53%)
     Fără religie (10,99%)
     Greco-catolici (2,26%)
     Necunoscută (14,38%)
     Alte religii (0,65%)
Conform recensământului din 2011, satul Taktabáj avea 619 locuitori. Din punct de vedere etnic, majoritatea locuitorilor (81,81%) erau maghiari, cu o minoritate de romi (18,19%). Nu există o religie majoritară, locuitorii fiind reformați (46,85%), romano-catolici (25,53%), persoane fără religie (10,99%) și greco-catolici (2,26%). Pentru 14,38% din locuitori nu este cunoscută apartenența confesională.